# Kasper Spez
 Der er for få eller ingen kildehenvisninger i denne artikel, hvilket er et problem. Du kan hjælpe ved at angive troværdige kilder til de påstande, som fremføres i artiklen.

Kasper Spez (egentlig Kasper Juel Rohmann) er en dansk rapper fra Langeland.
Kasper Spez er en anerkendt rapper, fortolker og digter fra rapkollektivet Kontra Crew. I 2003 flyttede den unge rapper til København, hvor han sammen med Es, SupaJan, Nappion, Opiden, Phafalaion, LB Boogie og resten af Kontra hang ud i studiet Graven. Han skrev i 2006 kontrakt med Run for Cover, og det førte til EP'en Love Junkie senere på året. I forbindelse med udgivelsen har Spez høstet en masse ros, og modtaget priser ved bl.a. Danskrap.dk og Flavourz årlige prisoverrækkelser.
10. august 2009 udgav Kasper debutalbummet Fantasten i samarbejde med Tabu Records. Pladen er, ifølge rapperen selv, skrevet på et turbulent tidspunkt i hans liv, hvilket afspejles i dens melankolske lydbillede. I oktober 2011 leverede han nummeret "Så Fint" samt musikvideo som afbildede en morgenkåbe-klædt (men ellers i bedste velgående) Spez gemt væk i et kolonihavehus i Bagsværd. 25. september 2015, seks år efter udgivelsen af sit debutalbum, vandrede den femstjernede rapper ud af tågen og tilbage i spotlightet med den længeventede opfølger, albummet Logi.
Han har været med til at fortolke danske digtere på albummet ‘Rødder’, hvor hans fortolkning af Tom Kristensens ‘Angst’ fra hovedværket ‘Hærværk’, efterfølgende blev brugt som pensum i danske gymnasier.
I 2022 var han med i tilrettelæggelsen og opsætningen af forfatter og digter Claus Nivaas ‘Hjertet er tungt af lykke’ i Musikkens hus i Aalborg, hvor han skrev og bidrog med numrene ‘Afrejse’, ‘Tykke’, og ‘Den metalliske måne’. Den musikalske forestilling beskriver en rejse i modstandsmanden Morten Nielsens alt for korte liv.
Kasper har annonceret, han i 2024 udkommer med albummet Opslugt på halvte etage, hvor han for alvor tager fat om halsen på dæmonerne, kærligheden til de skæve eksistenser og det skulle eftersigende være Kaspers mest personlige album nogensinde. Albummet er som altid produceret af Kaspers musikalske partner Esben ES Thornhal.

## Diskografi

### Soloudgivelse(r)
- - Promo EP – Selvfinansieret demo EP
  - Love Junkie – 2006 – EP
  - Fantasten – 2009
  - Logi – 2015
  - Opslugt på halvte etage - 2024

### Medvirken
- - Brun – Alting kan forandres – Medvirker på "Året rundt"
  - Viva La Gadehiphop – Medvirker på "Farkin' Rap", "Venskab" og "Røver pt. 2"
  - Gadeplan – Medvirker på "Spezial K"
  - Dynastiet præsenterer: D-Dag – Medvirker på "Det er her jeg sta-sta-stammer fra"
  - DJ Swab presents: Half & Half – Medvirker på "Hold dig vågen"
  - Revoltage – Yeah Yeah Yeah – Medvirker på "Jeg har det fint"
  - Diverse kunstnere – Ætermixtape – Medvirker på "Puffer i Graven", "Haters", "MurderÆter" og "Graven Getdown"
  - Run for Cover – Hjemmebrændt – Medvirker på "Rockstarr Rap"
  - Es & DJ Profile – Kaffe and Smøger – Medvirker på "Uden Sammenhæng"
  - Paragraf 71, Nemo & HR – Gør det Grimt – Medvirker på Kontra Crew – "Salute"
  - 4pro- Konsekvens – Medvirker på "Helt Alene"

### Producer
- - Mista Mat – Milepæl – Forskellige produktioner til pladen

### Dokumentarfilm
- -  Dokumentar lavet af Stefan Sørensen/Sticky Stuff for DR's Pirat TV